# Фильтровское шоссе
Фи́льтровское шоссе́ — шоссе в посёлке Тярлево и городе Павловске (Пушкинский район Санкт-Петербурга). Проходит от Московского шоссе до Привокзальной площади. Далее продолжается павловской Садовой улицей.
Название у шоссе появилось в 1930-х годах. Оно связано с тем, что в доме 7 располагается первая в России очистная биологическая станция (ныне это филиал «Юго-западный водоканал» ГУП «Водоканал Санкт-Петербурга»).
На участке от Железнодорожной улицы до тярлевской Садовой улицы Фильтровское шоссе проходит по насыпи старой железной дороги. Там же оно пересекает Тярлевский ручей.

## Перекрёстки
- Московское шоссе
- Железнодорожная улица
- Большая улица
- Садовая улица (Тярлево)
- безымянное продолжение пушкинской Парковой улицы
- Привокзальная площадь / Садовая улица (Павловск)